# New-York-City-Marathon 1995
Der New-York-City-Marathon 1995 war die 26. Ausgabe der jährlich stattfindenden Laufveranstaltung in New York City, Vereinigte Staaten. Der Marathon fand am 12. November 1995 statt.
Bei den Männern gewann Germán Silva in 2:11:00 h und bei den Frauen Tegla Loroupe in 2:28:06 h.

## Ergebnisse

### Männer
| Platz | Athlet           | Land                   | Zeit (h) |
| ----- | ---------------- | ---------------------- | -------- |
| 01    | Germán Silva     | Mexiko                 | 2:11:00  |
| 02    | Paul Evans       | Vereinigtes Königreich | 2:11:05  |
| 03    | William Koech    | Kenia                  | 2:11:19  |
| 04    | Simon Lopuyet    | Kenia                  | 2:11:38  |
| 05    | John Kagwe       | Kenia                  | 2:11:42  |
| 06    | Isaac Garcia     | Mexiko                 | 2:11:43  |
| 07    | Joaquim Pinheiro | Portugal               | 2:12:19  |
| 08    | Thabiso Moqhali  | Lesotho                | 2:12:32  |
| 09    | Manuel Matias    | Portugal               | 2:12:49  |
| 10    | Salvador García  | Mexiko                 | 2:12:57  |

### Frauen
| Platz | Athletin           | Land        | Zeit (h) |
| ----- | ------------------ | ----------- | -------- |
| 01    | Tegla Loroupe      | Kenia       | 2:28:06  |
| 02    | Manuela Machado    | Portugal    | 2:30:37  |
| 03    | Lieve Slegers      | Belgien     | 2:32:08  |
| 04    | Joyce Chepchumba   | Kenia       | 2:33:51  |
| 05    | Griselda González  | Argentinien | 2:34:54  |
| 06    | Claudia Lokar      | Deutschland | 2:36:16  |
| 07    | Roseli Machado     | Brasilien   | 2:36:18  |
| 08    | Lidia Șimon        | Rumänien    | 2:37:39  |
| 09    | Madina Biktagirowa | Belarus     | 2:37:46  |
| 10    | Flora Venegas      | Chile       | 2:39:33  |